# Andrei Simões
Andrei Simões é um escritor, biólogo, mestre em comportamento e professor universitário. É considerado um dos autores da nova geração do Norte do Brasil.

## Biografia
Publicou os livros “Putrefação” (Novo Século, 2005), “Zon, O Rei do Nada” (Empíreo, 2013), este último em co-autoria com Lupe Vasconcelos que colabora com 33 ilustrações e "Luz, O deus do Horror" (2016) pela Twee Editora, tem um conto nas antologias “Desnamorados” (2014), "O Corvo: um livro colaborativo" (2015) que homenageia o aniversário de 170 anos do poema de mesmo nome de Edgar Allan Poe e ["Creepy Pastas: lendas da internet"].
Utilizando ciência e ocultismo, navegando entre o realismo fantástico e o horror, o escritor tem conseguido impressionar com a profunda reflexão.
O autor é organizador e escritor-participante da Feira Literária do Pará (FliPA), de 2014 a 2018. Foi também um dos palestrantes do 1° Congresso de Literatura e Leitores Fantásticos (CONALLFAN), congresso online realizado em 2014, é ministrante de oficinas de Escrita Criativa, além de participar de eventos como Thriller On The Book, palestrando sobre horror e terror, e de eventos geek como Animazon e Anime Geek na "Sala de Literatura Fantástica".

## Obra

### Livros
- 2005 - Putrefação[15] (Editora Novo Século, 2005) - 96 páginas

- 2013 - Zon, O Rei do Nada (Editora Empíreo, 2013,) - 239 páginas
- 2016 - Luz, O deus do Horror[16] (Twee Editora, 2016) - 224 páginas
- 2018 - A Espiral[17] (Independente, 2018) - 70 páginas
- 2020 - 777 (HorrorFant, 2020 - Pocket) - 149 páginas
- 2020 - A Espiral (HorrorFant, 2020 - Pocket) - 104 páginas

### Dramaturgias
- 2020 - A Fábula Rubra (HorrorFant, 2020) - 74 páginas

### Participação em antologias
- 2017 - Antologia Sombria (Editora Empíreo) - Conto: Dentes[18]
- 2018 - Creepy Pastas: lendas da internet (Editora Lendari) - Conto: O poema da morte da carne[19]
- 2018 - Vampiro: um livro colaborativo (Editora Empíreo) - Conto: A árvore-verme e a floresta de sangue[20]

- 2014 - Desnamorados (Editora Empíreo) - Conto: Amor e Carne
- 2015 - O Corvo: um livro colaborativo[6] (Editora Empíreo[21]) - Conto: O estranho caso do sempre láReferências

1. ↑  «Verificação de segurança necessária». www.facebook.com. Consultado em 5 de maio de 2016
2. ↑  Garota Pai D'égua, http://www.garotapaidegua.com.br/2014/11/eu-li-zon-o-rei-do-nada-andrei-simoes.html
3. 1 2 3  Portal R7, informações disponíveis em http://noticias.r7.com/dino/entretenimento/a-literatura-de-horror-do-norte-do-pais-tem-nome-e-se-chama-andrei-simoes-14112014
4. ↑  «Lupe Vasconcelos fala sobre Zon, O Rei do Nada»
5. ↑  «Escritor paraense Andrei Simões lança livro de horror em Belém». Pará. 3 de outubro de 2016
6. 1 2  «Escritores do Pará participam de feira literária em Belém». Pará. Consultado em 19 de outubro de 2015
7. ↑  «Lendari». www.facebook.com. Consultado em 11 de março de 2019
8. ↑  «Desviando o rebanho - Entrevista com Andrei Simões». Consultado em 5 de maio de 2016
9. ↑  «Flipa faz sucesso e se amplia para 2016 | FliPA». flipara.com.br. Consultado em 5 de maio de 2016[ligação inativa]
10. ↑  «CONALLFAN». Trechos de Livros. Consultado em 5 de maio de 2016
11. ↑  «Noticia: Curso mostra os caminhos para escrever melhor | Sooda Blog». Consultado em 11 de março de 2019
12. ↑  «Sobre Os Olhos Da Alma: Thriller In The Book: Literatura do Terror Sobre os Olhos da Alma (Evento de Literatura do Terror em Belém do Pará)». Sobre Os Olhos Da Alma. Consultado em 5 de maio de 2016
13. ↑  «Anime Geek». www.facebook.com. Consultado em 11 de março de 2019
14. ↑  «Literaturas Fantásticas». www.animazon.com.br. Consultado em 5 de maio de 2016. Arquivado do original em 11 de junho de 2016
15. ↑  «Garota Pai D'égua: Eu Li: Putrefação - Andrei Simões». www.garotapaidegua.com.br. Consultado em 5 de maio de 2016
16. ↑  «Lançamento do livro "Luz - O Deus do Horror", de Andrei Simões, em Belém - Jujuba com Pimenta». jujubacompimenta.com. Consultado em 11 de outubro de 2016. Arquivado do original em 12 de outubro de 2016
17. ↑  «A Espiral eBook: Andrei Simões, Camila Simões: Amazon.com.br: Livros». www.amazon.com.br. Consultado em 11 de março de 2019
18. ↑  «Antologia Sombria (Org. André Vianco)». Empíreo. Consultado em 12 de março de 2019
19. ↑  «Lendari». www.facebook.com. Consultado em 12 de março de 2019
20. ↑  «Vampiro: Um Livro Colaborativo». www.facebook.com. Consultado em 12 de março de 2019
21. ↑  «Editora Empíreo». editoraempireo.com.br. Consultado em 19 de outubro de 2015